# CORBA
CORBA (abreviado de Common Object Request Broker Architecture) é a arquitetura padrão criada pelo Object Management Group para estabelecer e simplificar a troca de dados entre sistemas distribuídos heterogêneos. Em face da diversidade de hardware e software que encontramos atualmente, a CORBA atua de modo que os objetos (componentes dos softwares) possam se comunicar de forma transparente ao usuário, mesmo que para isso seja necessário interoperar com outro software, em outro sistema operacional e em outra ferramenta de desenvolvimento. CORBA é um dos modelos mais populares de objetos distribuídos, juntamente com o DCOM, formato proprietário da Microsoft.

## ORB
A arquitetura CORBA define o ORB (Object Request Broker) como um módulo intermediário entre cliente e objeto, sendo responsável em aceitar a requisição do cliente, enviá-la para o objeto competente e, assim que disponível a resposta, entregá-la para o cliente.

## IDL
A CORBA utiliza a IDL (Interface Definition Language), uma linguagem baseada em C++ que não possui algoritmos nem variáveis, ou seja, é puramente declarativa, e, portanto, é independente da linguagem de programação utilizada para acessá-la. Há padrão de IDL definido pelo OMG para C, C++, Java, TTCN, COBOL, Smalltalk, Ada, Lisp, C#, Python e IDLscript. Possibilita a interoperabilidade entre os diversos sistemas, visto a separação que é definida entre interface e execução. A interface de cada objeto é definida de forma bastante específica, enquanto a sua execução (código fonte e dados) permanece oculta para o resto do sistema.

## Persistência
Ao contrário dos objetos tradicionais, os objetos em sistemas distribuídos possuem uma característica de dualidade: um estado dinâmico, tipicamente alocado em memória volátil (em tempo de execução), e um estado persistente, que não pode ser destruído após o encerramento do programa que os criou e que pode ser usado para reconstruir o estado dinâmico, devendo ser armazenado em memória não volátil, seja em sistema de arquivos ou banco de dados. A arquitetura CORBA, para prover a persistência, define o Persistent Object Service (POS) como sendo responsável por armazenar o estado persistente dos objetos, utilizando quatro elementos:
- Objetos Persistentes (Persistent Object (POs))
- Gerenciador de Objetos Persistentes (Persistent Objects Manager (POM))
- Serviços de Persistência de Dados (Persistent Data Services (PDSs))
- Base de Dados (Datastores)